# Arquígenes d'Apamea
Arquigenes d'Apamea (en grec Αρχιγένης) va ser un gran metge grec nascut a Apamea, fill de Filip.
Era deixeble d'Agatinos o Agatí, al qual va salvar la vida en una ocasió. És mencionat per Juvenal. Pertanyia a l'escola dels eclèctics, i va exercir a Roma en temps de l'emperador Trajà, on tenia una gran reputació per la seva habilitat professional, però se li retreia la seva afició a introduir termes nous i obscurs en els seus escrits mèdics, intentant donar formes dialèctiques a les seves teories, cosa que semblava que tenia més l'aparença que no pas la bondat en els seus tractaments. Va publicar un tractat sobre el pols arterial, del que Galè va fer un comentari. Sembla que aquesta obra contenia distincions minúscules i subtils, que realment no existeixen, més aviat fruit d'hipòtesis preconcebudes que fruit de l'observació real, i la mateixa observació es pot fer d'un tractat que va escriure sobre les febres. Però va tenir molta fama i era molt respectat, a pesar d'alguns fracassos, que van ser oblidats a causa dels seus encerts, i va mantenir durant molts anys un bon prestigi. Va morir amb 63 o 83 anys segons les diverses fonts.